# Pay the Devil
Pay the Devil è il trentaduesimo album discografico in studio del cantautore britannico Van Morrison, pubblicato nel 2006.

## Il disco
Si tratta di un disco composto da dodici cover del repertorio country/western e tre brani originali.
Nel marzo 2006 ne è stata pubblicata un'edizione speciale con allegato un DVD.

## Tracce
1. There Stands the Glass (Alize Gresham, Russ Hull, Mary Jane Shurtz) – 2:16
2. Half as Much (Curly Williams) – 2:36
3. Things Have Gone to Pieces (Leon Payne) – 3:11
4. Big Blue Diamonds (Earl J. Carson) – 2:56
5. Playhouse (Morrison) – 4:14
6. Your Cheatin' Heart (Hank Williams) – 2:32
7. Don't You Make Me High (Daniel Barker, Ken Harris) – 2:47
8. My Bucket's Got a Hole in It (Clarence Williams) – 2:22
9. Back Street Affair (Billy Wallace) – 2:49
10. Pay the Devil (Morrison) – 3:03
11. What Am I Living For? (Art Harris, Fred Jay) – 3:57
12. This Has Got to Stop (Morrison) – 4:44
13. Once a Day (Bill Anderson) – 2:52
14. More and More (Merle Kilgore, Webb Pierce) – 2:46
15. 'Til I Gain Control Again (Rodney Crowell) – 5:59